# アレクサンドラ・ケリー
アレクサンドラ・フォーブズ・ケリー（Alexandra Forbes Kerry、1973年9月5日 - ）は、アメリカ合衆国の女優、映画制作者、映画監督、映画プロデューサーである。
ロコモーティブ・フィルムのパートナーであり、ニューヨークとロサンゼルスを拠点とする映画制作会社・フィクショナル・ピクチャーを共同で設立した。

## 若年期と教育
マサチューセッツ州コンコードで1973年9月5日に生まれた。父は政治家で、後に上院議員、国務長官になるジョン・フォーブズ・ケリー、母は作家のジュリア・ソーンである。妹のヴァネッサは後に医師になった。
ミルトン・アカデミーを卒業後、ブラウン大学に入学し、人類学、現代文化、メディア学を専攻した。その後、アメリカン・フィルム・インスティチュート(AFI)の大学院であるAFIコンサバトリーの2年間の映画製作修士課程に入学し、2004年に修士号を取得した。

## キャリア
デヴィッド・マメット監督の映画『ステート・アンド・メイン』(State and Main)（2000年）、『特捜刑事 スパルタン』(Spartan)（2004年）に出演した。
2004年に製作した映画『ラスト・フル・メジャー』(The Last Full Measure)は、同年のカンヌ映画祭で初上映され、オースティン映画祭で最優秀賞を受賞した。また、この作品によりAFIから同年の「ディレクター・オブ・ザ・イヤー」を受賞した。この作品はロサンゼルス・カウンティ美術館に収蔵された。2008年、ドキュメンタリー映画『フツウに生きたい』(Be Like Others)を共同でプロデュースした。この作品は数々の賞を受賞した。
テレビ番組では、2006年のリアリティ番組『The Hills』第1シーズンのパイロット版のディレクターを務めた。オールステート保険のオンライン広告キャンペーンの制作でシルバーテリー賞を受賞した。
2011年、ニューヨークを拠点とする独立系の映画製作・資金調達会社、ロコモーティブ・フィルムに加わった。この会社は、2007年にルーシー・バーザン・ドネリーが設立し、『エイプリルの七面鳥』(Pieces of April)、『グレイ・ガーデンズ』(Grey Gardens)、『フレンズ・ウィズ・キッズ』(Friends with Kids)、
などをプロデュースした。

## 政治活動
2004年にAFIコンサバトリーを修了後、妹のヴァネッサとともに、父ジョン・ケリーの大統領選に加わった。民主党全国大会では、父を紹介するスピーチを行った。アル・ゴア元副大統領と共にハワイへ遊説し、その帰りの選挙戦用の飛行機の中で30歳の誕生日を家族とともに祝った。アレクサンドラは、同年代の女性やより若い層が関心を持つ話題をテーマに演説を行い、大学のキャンパスでよく選挙活動を行った。
『ハーパーズ バザー』誌の2004年9月号でベン・アフレックのインタビューを受けたほか、『ヴォーグ』、『USAトゥデイ』などの多くの雑誌に登場した。MTV Video Music Awardsには、妹のヴァネッサ、および、対立候補であるジョージ・W・ブッシュの娘のバーバラ、ジェンナと共に出演し、特に若者に対して選挙への参加を訴えた。また、ラリー・キング・ライブにも3回出演した。ジェンナ・ブッシュは後に、ブッシュ姉妹とケリー姉妹は仲が良かったと述べている。
2008年9月、初の著書"Notes from the Trail: Presidential Politics from the Inside Out"を刊行した。この本は、父の選挙戦の回顧録であり、自身やCJガンター、ヘクター・マタ、ディナ・ルディックが撮影した写真が掲載されていた。『パブリッシャーズ・ウィークリー』誌は、この本の魅力は、アーティストの目を通して大統領選挙戦を間近で見た記録であることだと評した。
2008年には、父とともにバラク・オバマの選挙戦を支援した。2012年、オバマの大統領再選を支援するために、環境ジャーナリストのアマンダ・グリスコム・リトルと共に特別政治行動委員会（スーパーPAC）"Ad Your Voice"を設立し、有権者が政治広告を自分で作成できるようにした。

## 私生活
現代美術のキュレーターのジュリアン・ドブス＝ヒギンソン(Julien Dobbs-Higginson)と結婚し、2014年に娘のイザベルが生まれた。

## 作品

### 映画
| 年     | タイトル                                     | 役割             | 備考                                                                            |
| ------ | -------------------------------------------- | ---------------- | ------------------------------------------------------------------------------- |
| 2000年 | ステート・アンド・メイン State and Main      | 出演             |                                                                                 |
| 2002年 | ア・セルバ A Selva                           | コマーシャル監督 |                                                                                 |
| 2004年 | 特捜刑事 スパルタン Spartan                  | 出演             |                                                                                 |
| 2004年 | ラスト・フル・メジャー The Last Full Measure | 監督、脚本       | セントルイス国際映画祭 最優秀短編映画賞 オースティン映画祭 最優秀学生短編映画賞 |
| 2008年 | フツウに生きたい Be Like Others              | 共同制作         |                                                                                 |
| 2018年 | ガール・イン・ザ・ミラー Look Away           | 制作             |                                                                                 |

### テレビ
| 年     | タイトル        | 役割         | 備考                    |
| ------ | --------------- | ------------ | ----------------------- |
| 2003年 | Mister Sterling | 出演         | 全7話に出演             |
| 2006年 | The Hills       | ディレクター | シーズン1・パイロット版 |

## 著書
- Kerry, Alexandra (2008). Notes from the Trail: Presidential Politics from the Inside Out. Rodale, Inc. ISBN 978-1-60529-980-8